# Жорж Анрі Гріффітс
Жорж Анрі Гріффітс (фр. Georges Henri Griffiths, 24 лютого 1990, Трешвілль — 5 жовтня 2017, Абіджан) — івуарійський футболіст, що грав на позиції нападника. Виступав за низку івуарійських і закордонних клубів, а також молодіжну збірну Кот-д'Івуару.

## Клубна кар'єра
Жорж Анрі Гріффітс народився 1990 року в районі Абіджана Трешвілль, та є вихованцем футбольної школи клубу «Абенгуру». У 2011—2012 роках Гріффітс виступав за команду «Сірокко». У 2012 році футболіст грав за другу команду празької «Спарти».
У 2013 році Жорж Анрі Гріффітс перейшов до складу угорського клубу «Ломбард», у якому відзначався високою результативністю, забивши за сезон 11 голів у 37 проведених матчах за клуб. У 2014 році івуарійський нападник перейшов до іншого угорського клубу «Діошдьйор», за який грав аж до своєї трагічної загибелі в 2017 році.

## Виступи за збірну
У 2011 року Жорж Анрі Гріффітс залучався до складу молодіжної збірної Кот-д'Івуару. На молодіжному рівні зіграв у 3 офіційних матчах, забив 1 гол.

## Смерть
5 жовтня 2017 року Жорж Анрі Гріффітс загинув під час пограбування у власному будину в Абіджані внаслідок вогнепального поранення.